# Penumbra (zespół muzyczny)
Penumbra to francuski zespół metalowy, powstały w 1996 roku. Ich muzyka to metal gotycki z elementami metalu symfonicznego. Ostatnie dwie płyty zespołu wydało niezależne francuskie wydawnictwo Season of Mist.

## Życiorys

### Powstanie zespołu Penumbra
Pierwszymi założycielami zespołu byli Jarlaath i Dorian, którzy spotkali się na koncercie w 1996. Szybko stwierdzili, że mają podobne opinie i filozofie odnośnie do muzyki, a także zgodził się, że istniało w tamtym czasie zbyt wiele zespołów, które grały podobne dźwięki. Dlatego też uznali, że dodatek muzyki poważnej do metalu może stworzyć nową jakość w ich stylu. Od tego momentu postanowili spróbować grać razem i niedługo potem porzucili swoje oryginalne zespoły.aby utworzyć zespół Imperatoria.
Mniej więcej w listopadzie 1996, Imperatoria rozpadła się i Jarlaath utworzył nowy zespół znany jako Penumbra. Niedługo potem około grudnia tego samego roku do wspólnego grania powrócił Dorian oraz trzech wcześniejszych muzyków. Mimo to kontynuowano grę pod nową nazwą. Pierwszy koncert nowego zespołu odbył się podczas St. Denis University Festival w 1997 roku, gdzie zostali dobrze przyjęci. Niedługo po tym, otrzymali ofertę wspólnego grania ze znanym w tamtym czasie zespołem francuskiego metalu Misanthrope. Tego samego roku, wydalili ich pierwsze demo, zatytułowane "Falling Into My Soul".

### NagranieEmanate
W połowie 1998, keyboardzistka Penumbra, Benedicte, porzuciła zespół, aby dołączyć do Misantrope. Została zastąpiona przez Zoltana. Meduza i Elise dołączyły się do zespołu, jako sopranistki oraz Amaris dołączył, jako baryton. W takim składzie zespół zarejestrował ich pierwszy pełnometrażowy album, Emante w ciągu drugiej połowy 1998..
W latach 1999 i 2000, Pernumbra zagrała wiele różnych koncertów we Francji i Szwajcarii, jak również na przykład na Festiwalu w Lipsku.

## Dyskografia

### Albumy studyjne
- Emanate (1999)
- The Last Bewitchment (2002)
- Seclusion (2003)
- Era 4.0 (2015)

### Płyty demo
- Falling Into My Soul (1997)
- Emanate (1997)
- The Last Bewitchment (2001)
- Eerie Shelter (2007)

## Członkowie zespołu

### Obecni członkowie
- Asphodel - śpiew (2006-)
- Jarlaath - śpiew (1996-)
- Néo - gitara
- Loïc - gitara (2004-)
- Agone - gitara basowa (2001-)
- Zoltan - keyboard (1998-)
- Arathelis - perkusja (2003-)

### Byli członkowie
- Ohra - śpiew (2002-?)
- Medusa - śpiew (1999-2001)
- Scyllia - śpiew (1998-2001)
- Lyrissa - śpiew (2004-2006)
- Krysten - śpiew
- Aldric - gitara basowa (1999-2001)
- David - gitara basowa (1998-1999)
- Nicolas - gitara basowa (1996-1998)
- Dorian - gitara (1996-2003)
- Benedicte – keyboard (1996-1998)
- Garlic - perkusja (2001-2003)
- Hekchen - perkusja (1999-2001)
- Herr Rikk - perkusja (1996-1999)